# Casanova (Dodro)
Casanova (en gallego y oficialmente, A Casanova) es un aldea española, actualmente despoblada, que forma parte de la parroquia de Dodro, del municipio de Arzúa, en la provincia de La Coruña.